# Quercus (zespół muzyczny)
Quercus – grupa muzyczna grająca doom metal powstała w 2001 roku w Czechach w Pilźnie z inicjatywy Lorda Morbivoda i Lukasa Kudrny. 

## Dyskografia

### Dema
- 2002 Kverulant
- 2002 Promo 2002

### Minialbumy
- 2004 Nenia

### Splity
- 2005 Nenia / Oneiric Dirges in mono / EP
- 2006 Mistress of the Dead / Quercus

### Albumy studyjne
- 2007 Postvorta

## Muzycy

### Obecny skład zespołu
- Lord Morbivod (Ondřej Klášterka) – wokal
- Lukas Kudrna

### Byli członkowie zespołu
- Mikko – gitara basowa